# Karačajsko jezero
Karačaj (rus. Карача́й) je malo jezero u južnom Uralu u zapadnoj Rusiji. Počevši od 1951. Sovjetski Savez je koristio ovo jezero za odlaganje radioaktivnog otpada iz obližnje tvornice za reprocesiranje nuklearnog otpada, Majak, koja se nalazila blizu grada Ozerska (tada poznatog pod imenom Čeljabinsk-40).
Prema izvještaju o nuklearnom otpadu Worldwatch instituta iz Washingtona, jezero Karačaj je nuklearnim otpadom najzagađenije mjesto na Zemlji.Jezero je akumuliralo oko 4,44 eksa bekerela (EBQ) radioaktivnosti, uključujući 3,6 EBQ cezija-137 i 0, 74 EBQ stroncija-90.Usporedbe radi, u černobilskoj katastrofi je ispušteno između 5 i 12 EBQ radioaktivnosti, ali ova radijacija nije koncentrirana na jednoj lokaciji.
Razina radijacije blizu mjesta gdje je radioaktivni otpad odlagan je 1990. godine bio 600 rendgena po satu, po tvrdnjama američkog Vijeća za obranu prirodnih resursa iz Washingtona, što je više nego dovoljno da čovjeka izloži smrtonosnoj dozi zračenja u roku od sat vremena.

## Povijest
Izgrađeno u velikoj žurbi i potpunoj tajnosti između 1945. i 1948., postrojenje Majak je bilo prvi reaktor za stvaranje plutonija za sovjetsku atomsku bombu. U skladu sa staljinističkom procedurom i nadzorom šefa NKVD Lavrentija Berije, proizvodnja dovoljno kvalitetnog materijala materijala za oružje koje bi pariralo američkoj nuklearnoj nadmoći nakon bombardiranja Hirošime i Nagasakija je dobila najveći prioritet. Malo se pažnje posvećivalo sigurnosti radnika ili odgovornom zbrinjavanju otpada, a svi su reaktori bili optimizirani za proizvodnju plutonija, proizvevši mnogo tona kontaminiranog materijala i koristeći primitivni otvoreni ciklus sustav hlađenja koji je izravno zagađivao svaku od tisuća litara vode koja se koristila za hlađenje u reaktorima.
Najveće prirodno jezero bilo je jezero Kyzyltash u stanju osigurati rashladnu vodu u reaktor; bilo je brzo kontaminirano putem otvorenog sustava. Jezero Karačaj bilo je još bliže, ali premalo za osigurati vodu za hlađenje, tako da je ubrzo postalo vrlo pogodno tlo za odlaganja velikih količina otpada visoke razine radioaktivnosti koji je bio previše "vruć" za pohranu u podzemnim objektima u bačvama. Izvorno je plan bio da koristiti jezero za uskladištenje materijala dok ga se ne bude moglo vratiti podzemne betonske bačve za skladištenje u Majaku, ali to se pokazalo nemogućim zbog razine radioaktivnosti, koja je bila je izuzetno smrtonosna. Jezero je korišten za tu svrhu do Kyshtym katastrofe godine 1957., u kojoj su podzemne bačve eksplodirale zbog neispravnog sustava hlađenja i strašno kontaminirale cijeli prostor Majaka (kao i veliki dio teritorija na sjeveroistoku). To je dovelo do većeg opreza kod primjene, bojeći se međunarodnu pozornost i izazvalo da mjesta odlaganja rašire na više lokacija (uključujući i nekoliko jezera i rijeke Teče, uz koja su ležala mnoga sela).
Počevši od šezdesetih godina dvadesetog stoljeća, jezero se počelo isušivati; njegova površina je pala s 0,5 km² na 0,15 km² do kraja 1993.1968, nakon suše koja je pogodila područje, vjetar je raznosio radioaktivne čestice s isušenog korita jezera, izloživši pola milijuna ljudi zračenju od 185 petabekerela (5 MCi).
Između 1978. i 1986., jezero je ispunjeno sa skoro 10.000 šupljih betonskih blokova kako bi se spriječilo pomicanje sedimenata.

## Karačajsko jezero u medijima
- jezero i njegova okolica se spominju u romanu Jamesa Rollinsa 'Sigma Force" "Posljednje proročanstvo"
- Album "Jedan sat uz betonsko jezero" (1998.)   švedskog progresivnog metal benda "bol spasenja" je konceptualni album temeljen na onečišćenju jezera Karačaj